# Steklinek
Steklinek – wieś w Polsce położona w województwie kujawsko-pomorskim, w powiecie toruńskim, w gminie Czernikowo, nad jeziorem Steklin.
W latach 1975–1998 miejscowość administracyjnie należała do województwa włocławskiego. Według Narodowego Spisu Powszechnego (III 2011 r.) liczyła 543 mieszkańców. Jest piątą co do wielkości miejscowością gminy Czernikowo.
W miejscowości urodziła się Teresa Palczewska, polska aktorka i tancerka.
Był własnością Gabriela Wojciecha Nałęcza.